# Physoconops antennatus
Physoconops antennatus är en tvåvingeart som först beskrevs av Krober 1915.  Physoconops antennatus ingår i släktet Physoconops och familjen stekelflugor. Inga underarter finns listade i Catalogue of Life.